# (841) Арабелла
(841) Арабелла (лат. Arabella) — астероид главного пояса астероидов, принадлежащий к спектральному классу S. Астероид был открыт 1 октября 1916 года немецким астрономом Максом Вольфом в Гейдельбергской обсерватории на юго-западе Германии и назван в честь персонажа из оперы Рихарда Штрауса «Арабелла».
Принадлежит к семейству Флоры.